# Altmannsdorf (Michelau im Steigerwald)
Altmannsdorf ist ein Gemeindeteil der Gemeinde Michelau im Steigerwald im unterfränkischen Landkreis Schweinfurt in Bayern.

## Geografische Lage
Das Dorf liegt im Norden des Michelauer Gemeindegebiets. Weiter nördlich beginnt das Gemeindegebiet von Donnersdorf, die Gemarkung von Falkenstein liegt Altmannsdorf am nächsten. Nordöstlich befindet sich der Michelauer Ortsteil Neuhof. Im Osten befindet sich der Staatsforst Hundelshausen, bei dem es sich um ein gemeindefreies Gebiet handelt. Im Südwesten liegt das gleichnamige Dorf Hundelshausen, ebenfalls ein Ortsteil von Michelau. Westlich liegt das Gebiet von Donnersdorf mit dem Ortsteil Traustadt. Durch Altmannsdorf führt der Fränkische Marienweg.

## Geschichte
Über die Geschichte von Altmannsdorf ist nur sehr wenig bekannt. Wahrscheinlich bestand das Dorf während des Mittelalters im Schatten der Burg Zabelstein. Nach dem Ende des Alten Reiches im 19. Jahrhundert wurde Altmannsdorf selbstständige Gemeinde im Königreich Bayern. Im 20. Jahrhundert war das Dorf Teil des Landkreises Gerolzhofen. Heute ist es ein Gemeindeteil von Michelau im Steigerwald im Landkreis Schweinfurt.

## Sehenswürdigkeiten
Den Mittelpunkt des Dorfes bildet die kleine katholische Kapelle. Sie wurde im Jahr 1726 errichtet und mit einem viereckigen Glockentürmchen über dem Chor versehen. Statt eines Altars wurde eine Figur der Anna selbdritt aufgestellt. Sie entstammt dem frühen 16. Jahrhundert. Wahrscheinlich wurde die Figur von einer bäuerlichen Werkstatt geschaffen. Hierauf weisen die fast archaisch-primitiven Gestaltungen der Kinder auf dem Arm Annas hin.
Außerdem haben sich in Altmannsdorf einige Bildstöcke und Kleindenkmäler erhalten. Sie verweisen auf die Volksfrömmigkeit der Bewohner. Ältester dieser Stöcke ist eine Marter von 1673. Im Aufsatz befindet sich ein Relief der Kreuzigung Christi, auf der Rückseite ist Christus als Weltenrichter dargestellt. Typisch sind die Fußgängerpforten im Dorf. Sie wurden im 18. Jahrhundert aus Sandstein errichtet.